# Personaggi precari
Personaggi precari è un progetto letterario di Vanni Santoni dal quale sono stati tratti quattro libri; il primo, tra i vincitori del "Gran Premio Scrittomisto" per "il miglior testo venuto dal web", è stato pubblicato nel 2007 dalla casa editrice RGB nella collana "Scrittomisto" ed è composto da 579 personaggi che danno vita ad altrettanti squarci di vita, ora ironici, ora drammatici, navigando tra tutti i possibili stili e formati narrativi.
Una seconda versione di Personaggi precari, contenente la produzione successiva al 2007, più alcuni dei personaggi contenuti nel libro RGB (per un totale di 789 personaggi) e una postfazione del critico Raoul Bruni è stata pubblicata nel novembre 2013 da Voland. Il libro, accostato all'opera di Georges Perec da Tiziano Scarpa, ma anche a quella di Giorgio Manganelli ed Ennio Flaiano, è stato definito una pietra miliare nella storia dell'epigramma ed elogiato per aver descritto la precarietà come condizione esistenziale, prima ancora che giuslavorativa, mettendo, in tal senso, anche la forma al servizio del contenuto.
Una terza versione ampliata è uscita nel maggio 2017 sempre per Voland. Una quarta versione, leggermente ampliata rispetto a quella del 2017, è uscita nel settembre 2024.

## Edizioni
- Vanni Santoni, Personaggi precari, collana Scrittomisto, RGB, 2007,  pp. 111, cap. 579, ISBN 978-88-6084-049-3.

- Vanni Santoni, Personaggi precari, collana Intrecci, Voland, 2013,  pp. 160, cap. 789, ISBN 978-88-6243-151-4.

- Vanni Santoni, Personaggi precari, collana Supereconomici, Voland, 2017,  pp. 158, cap. 815, ISBN 978-88-6243-302-0.

- Vanni Santoni, Personaggi precari, intrecci, Voland, 2024,  pp. 160, cap. 815, ISBN 978-88-6243-558-1.